# Leslie Butkiewicz
Leslie Butkiewicz (née le 26 mai 1982 à Anvers) est une joueuse de tennis belge.
À l'heure actuelle, elle n'a pas remporté de titre WTA, se consacrant essentiellement aux épreuves du circuit ITF.
En 2006, sans jouer, elle a fait partie de l'équipe belge finaliste de la Fed Cup face à l'Italie.
Avec 9 titres ITF en simple et 15 en double, elle est la joueuse belge qui a gagné le plus de titres à ce niveau.
Elle fait sa dernière apparition au tournoi de Coxyde en 2007; elle avait décidé depuis quelques années de se consacrer à ses études tout en jouant pendant les vacances scolaires essentiellement.

## Palmarès

### Titre en simple dames
Aucun

### Finale en simple dames
Aucune

### Titre en double dames
Aucun

### Finale en double dames
Aucune

## Parcours en Fed Cup
| #                                                                     | Date       | Lieu         | Surface    | Gagnante(s)             | Perdante(s)                     | Score    |          |
|                                                                       |            |              |            |                         |                                 |          |          |
| 2005 - 1/4 de finale (groupe mondial) - États-Unis - Belgique - 5 : 0 |            |              |            |                         |                                 |          |          |
| 1                                                                     | 23/04/2005 | Delray Beach | Dur (ext.) | Venus Williams          | Leslie Butkiewicz               | 6-1, 6-4 | Parcours |
|                                                                       |            |              |            |                         |                                 |          |          |
| 2006 - 1/2 finale (groupe mondial) - Belgique - États-Unis - 4 : 1    |            |              |            |                         |                                 |          |          |
| 2                                                                     | 15/07/2006 | Ostende      | Dur (int.) | Jill Craybas Vania King | Leslie Butkiewicz Caroline Maes | 6-1, 6-2 | Parcours |

## Classements WTA

### Classements en simple en fin de saison
| Année | 2000 | 2001 | 2002 | 2003 | 2004 | 2005 | 2006 | 2007 |
| Rang  | 638  | 349  | 392  | 421  | 345  | 606  | 728  | 930  |

Source : (en) « Classements de Leslie Butkiewicz », sur le site officiel du WTA Tour

### Classements en double en fin de saison
| Année | 2000 | 2001 | 2002 | 2003 | 2004 | 2005 | 2006 | 2007 |
| Rang  | 722  | 355  | 242  | 274  | 281  | 456  | 248  | 721  |

Source : (en) « Classements de Leslie Butkiewicz », sur le site officiel du WTA Tour